# 양사초등학교 (인천)
양사초등학교는 대한민국 인천광역시 강화군에 위치한 공립 초등학교이다.

## 연혁
- 1930년 12월 1일 양사공립보통학교 개교
- 1951년 4월 1일 교산분교, 서사국민학교로 승격
- 1980년 3월 1일 북성분교, 북성국민학교로 승격
- 1982년 3월 9일 병설유치원 개원
- 1984년 3월 6일 강서중학교 양사분교장 개교
- 1996년 3월 1일 양사초등학교로 개명
- 1998년 3월 1일 서사분교, 북성분교 통폐합
- 2004년 12월 29일 도서관 및 특별실 개관
- 2009년 4월 11일 학교 생태숲 조성
- 2010년 4월 2일 은율탈춤 현판식
- 2011년 9월 3일 과학실 현대화 사업
- 2011년 10월 7일 영어 전용 교실 구축